# Szeroki Żleb (Grań Baszt)

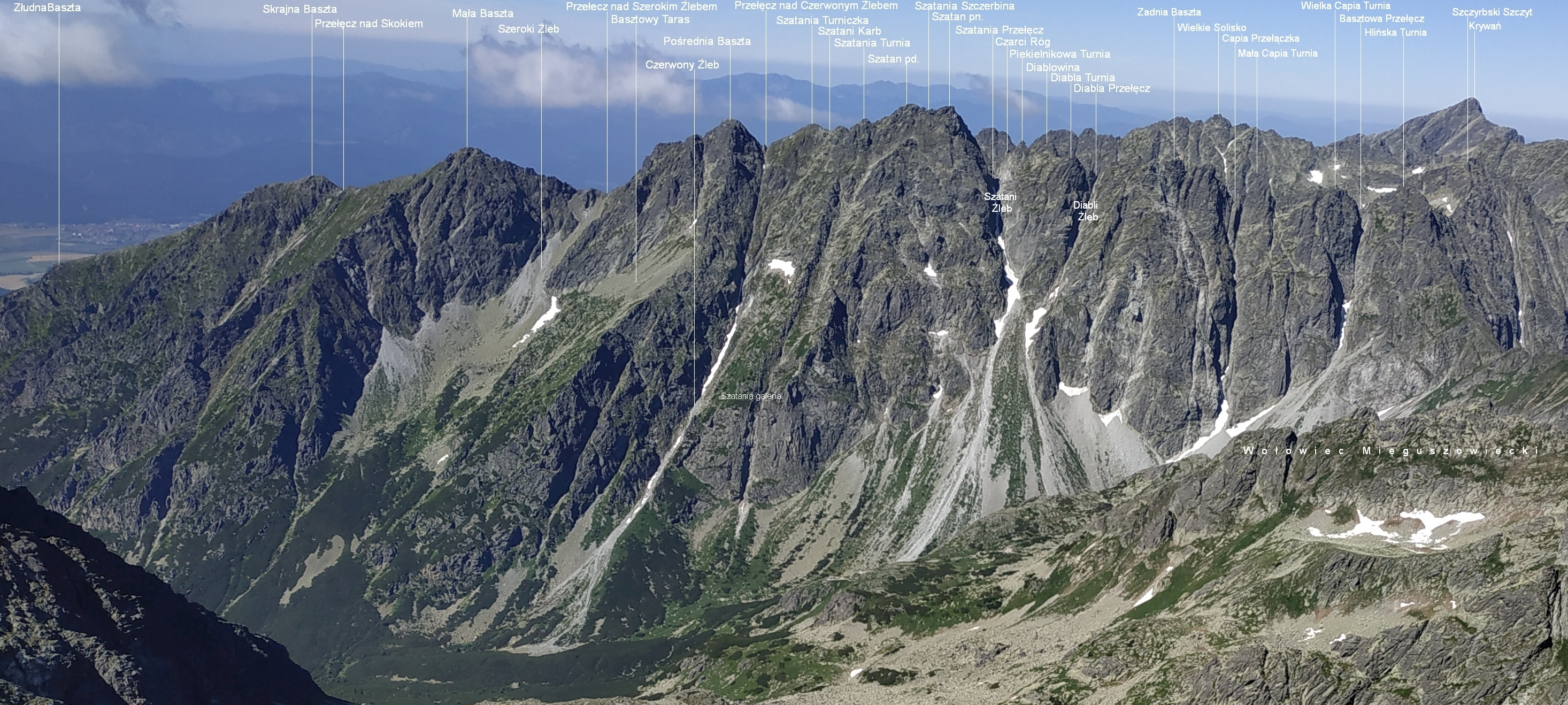
Widok z Rysów

Szeroki Żleb (słow. Široký žľab) – wisząca dolinka w słowackich Tatrach Wysokich, stanowiąca boczne odgałęzienie Doliny Mięguszowieckiej. Opada w kierunku wschodnim spod wybitnej Przełęczy nad Szerokim Żlebem (2206 m n.p.m.) w Grani Baszt. 
Wbrew nazwie, jedynie najwyższa część (ok. 2100-2200 m) jest typowym, piarżystym żlebem. Na wysokości około 2100 m gwałtownie rozszerza się, tworząc równomiernie nachylony, piarżysty kocioł polodowcowy, ograniczony ścianami Pośredniej i Małej Baszty. Poniżej 1800 m teren wypłaszcza się, a jeszcze niżej wykształcił się typowy próg dolinny z płytką depresją. Jest gęsto porośnięty kosodrzewiną. Wody spływają Szerokim Żlebem tylko po większych ulewach lub w czasie roztopów.
Przejście Szerokim Żlebem z Dolinki Szataniej na Przełęcz nad Szerokim żlebem jest łatwe (0- w skali tatrzańskiej) i zajmuje 1 godz. 30 min.

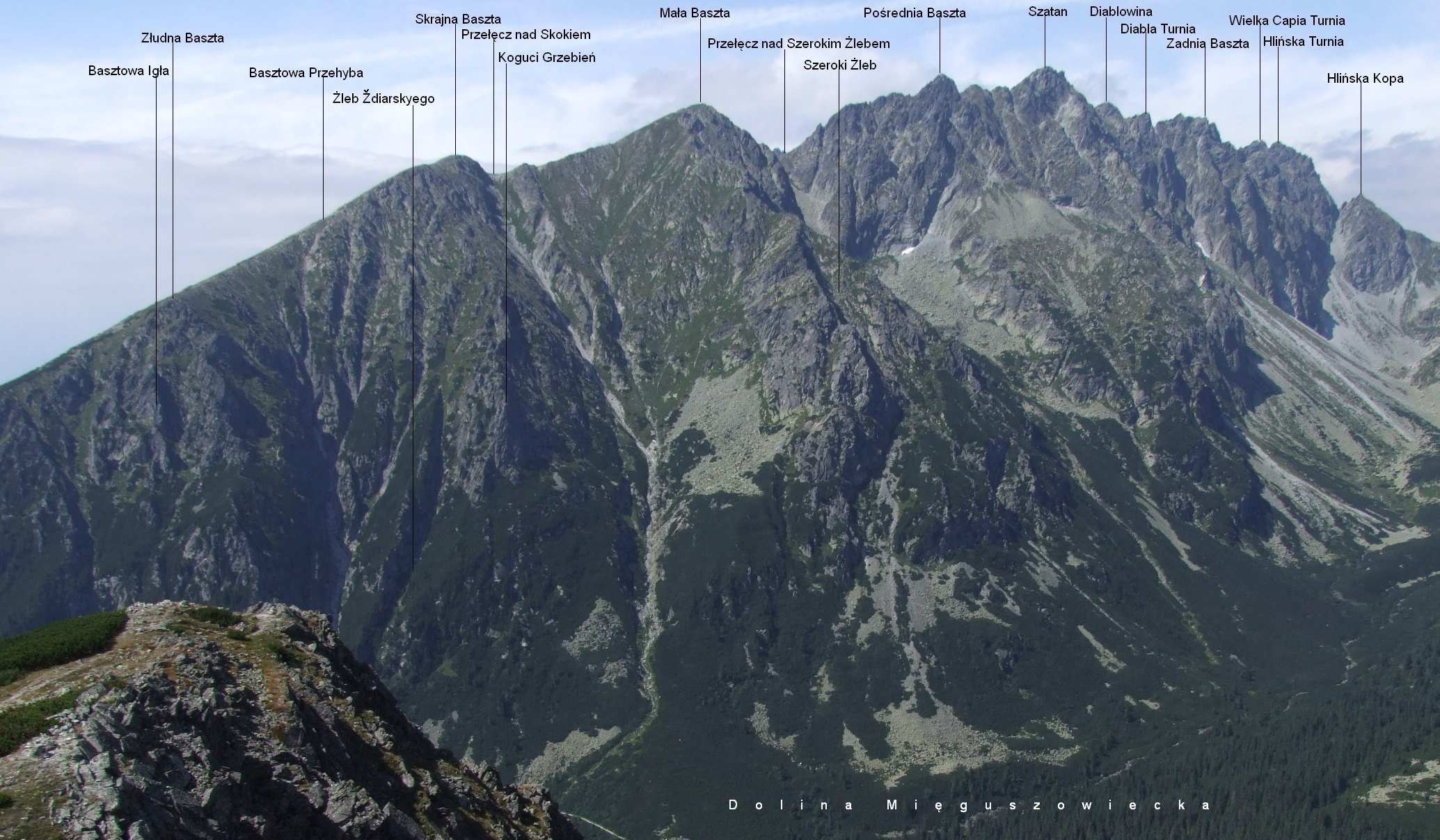
Widok z Osterwy